# 横田沙夜
横田 沙夜（よこた さよ、1987年3月13日 - ）は、東京都出身の画家。

## 来歴
白百合女子大学児童文化学科にて絵本・児童文学を学ぶ。卒業後、水彩画を中心に作家活動をはじめる。
少女画を得意とする。童話や『不思議の国のアリス』などに影響された作品が初期には多かったが、2011年頃に兎の頭を乗せた少女を描いたシリーズで作風が確立し注目を浴びる。
2013年10月、小説家ポール・ギャリコの『スノーグース』を題材にした個展を開催した。

## 主な展覧会

### 2009年
- ACTえほんマーケット～原画とお話の提案展～ （The Artcomplex Center of Tokyo アートコンプレックス・センター）

### 2010年
- 日本人作家による100枚の作品展 （AGギャラリー）
- Aquarelle～WaterColour Works by Four Artists～ （ギャラリー・アート・ポイント）
- ルーファス・リン日本美術ギャラリー （Canada）
- 黒き血の宴～幻想耽美展～ （アートスペース亜蛮人）
- 白百合女子大学美術部ＯＧ展 （デザインフェスタギャラリー　west 2-B）

### 2011年
- 「SHIBU Culture ~デパートdeサブカル~」 （渋谷西武B館8階美術画廊）
- 「うは兎のう ”RABBIT'S INITIAL IS R”」 （乙画廊）
- 「オメガボックス展」 （ブックサロン・オメガ）
- 「piχkiki アナログ展覧会 R1888 ～ギャラリー展示のR18を考えてみる～」 （中野ブロードウェイ）
- 禁忌の境界展 （パラボリカ・ビス）
- 定説・猫ARTは売れる展 （乙画廊）
- COVER企画 （大垣書店）
- 個展　兎頭のささやき （ビリケンギャラリー）
- デディケィト トゥ シュヴァンクマイエル展 MINAMISENBA （浜崎健立現代美術館）

### 2012年
- ヴリル協會幻想絵画展 「Psyche」 （OMEGA ALGEA）
- セーラー服コンプレックス展 （ビリケンギャラリー）
- Young Art Taipei （Span Art Galleary・台北）
- 愛猫狂 （乙画廊）
- 個展　私語する兎頭たち （パラボリカ・ビス）

### 2013年
- 個展　ふたりの王女さま （パラボリカ・ビス、10月4日－10月28日）[2]
- 夜想#少女展 （パラボリカ・ビス、11月29日－12月27日）[3]

### 2014年
- 個展　ロゼッタとこびとたち （パラボリカ・ビス、5月2日－5月26日）[4]

### 2015年
- 個展　Innocent Garden （パラボリカ・ビス、1月9日－1月31日）[5]
- 個展　さよくろ展 （アートスペース銀座ワン、3月15日－3月21日）

## 人物
- 影響を受けた人物として、ZABADAK、谷山浩子、小川未明、上野紀子、リスベート・ツヴェルガー、マリー・ホール・エッツ、泉鏡花、宮沢賢治、片山健、バーナディット・ワッツ、味戸ケイコ、宇野亜喜良、江戸川乱歩、尾崎翠、鳥居みゆきを挙げている。

## 出版物など
- 『KTG02』（学習院大学表象文化研究会）　表紙・挿画
- 『KTG03』（学習院大学表象文化研究会）　表紙・挿画
- 『乙女の為の小品集』　表紙
- 『開花宣言』vol.1（パロル舎）　表紙
- 乙女の玉手箱シリーズ『きのこ』（グラフィック社） ISBN 978-4766122732　作品掲載
- CD『Cue Fanfare!（Greenwich Trailer Vol.1）』（グリニッヂ・レコード）　ジャケット
- 『セーラー服コンプレックス』（ワイズ出版）　ISBN 978-4898302583　作品掲載
- 『KTG01 Neubau』（学習院大学表象文化研究会）　表紙・挿画
- 『夜想#少女』（ステュディオ・パラボリカ）　イラスト・散文詩
- 岡部えつ 『パパ』（双葉社、2016年1月22日）　表紙・扉絵・挿画[6]